# Moving to Mars
"Moving to Mars" é uma canção da banda britânica Coldplay, contida em seu oitavo extended play, Every Teardrop Is a Waterfall (2011). Escrita pelos membros da banda e inicialmente proposta para o quinto álbum de estúdio Mylo Xyloto, a faixa foi descartada no corte final do disco e mais tarde lançada no EP, exclusivo para as lojas iTunes Store. A primeira metade da faixa é uma balada levada por um piano, enquanto a segunda contém influências do rock progressivo.

## Lançamento e recepção
"Moving to Mars" estreou na plataforma YouTube para fins de streaming em 24 de junho de 2011 e foi lançada na iTunes Store dois dias depois. A faixa foi bem recebida pela crítica musical e pelos fãs. O website Pretty Much Amazing disse: "A terceira canção do EP que a banda resolveu compartilhar, 'Moving to Mars', soa como o clássico Coldplay, embora tenha algumas mudanças bem cronometradas. Pena que ela não tem as melodias atemporais de 'The Scientist' e 'Yellow'."

## Desempenho nas tabelas musicais

### Posições
| Tabela musical (2011)                            | Melhor posição |
| ------------------------------------------------ | -------------- |
| Bélgica (Ultratop 50 da Valônia)                 | 49             |
| Canadá (Canadian Hot 100)                        | 64             |
| Espanha (PROMUSICAE)                             | 25             |
| Estados Unidos (Billboard Hot 100)               | 90             |
| Finlândia (The Official Finnish Downloads Chart) | 30             |
| França (SNEP)                                    | 70             |